# Malarz Pętelek
Malarz Pętelek – etruski malarz naczyń, działający w VII wieku p.n.e. w ramach ośrodka ceramicznego tzw. grupy polichromowanej (zespołu Monte Abbatone).
Pseudonim uzyskał z uwagi na charakterystyczną cechę tworzonego przez siebie zdobnictwa: na czołach niektórych malowanych zwierząt umieszczał ozdobny motyw pętelkowy. Dwie z jego amfor, odnalezione podczas wykopalisk Fondazione Lerici w Tarkwinii, należą do szczytowych osiągnięć sztuki rysowniczej Etrusków okresu wczesnoarchaicznego. Jego stylizacja jest trochę podobna do dzieł Malarza Monte Abbatone, jednak stosuje mniej elementów zbieżnych z malarstwem korynckim, mieszając je ze zdobieniami wschodniogreckimi.